# Maria Krivopolenova
Maria Dmitrievna Krivopolenova (en russe : Мария Дмитриевна Кривополенова), née au printemps 1843 à Oust-Iejouga, près de Pinega, et morte le 2 février 1924 à Veïegora (ru), est une conteuse et chanteuse traditionnelle du Nord russe, considérée comme l'une des plus grandes interpètes de bylines de l'histoire du pays.

## Biographie

### Période impériale
Maria Dmitrievna Krivopolenova, de son nom de naissance Kabalina, naît, selon les sources, le 19 mars ou le 8 avril 1843 (dans le calendrier julien) à Oust-Iejouga, un village du Nord russe (ouïezd de Pinega (en), gouvernement d'Arkhangelsk). Fille de paysans, elle est également la petite-fille du commerçant N. N. Kabaline, qui lui transmet la tradition des conteurs populaires. Vivant dans un grand dénuement, elle passe la majeure partie de sa vie à interpréter un vaste répertoire de chants et de contes — dont des bylines (chants épiques), des skomorochinas (ru) (chants et contes des skomorokhs, ménestrels errants de l'ancienne Russie), des chants historiques, des chants festifs, des lamentos, des ballades, des contes de fées, des cantiques ou encore des chants lyriques — à travers les villages du bassin de la Pinega.

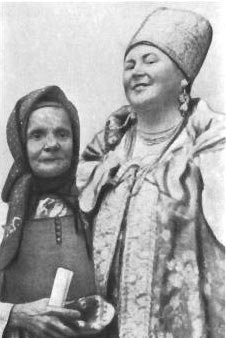
Maria Krivopolenova (à gauche) et Olga Ozarovskaïa en 1915.

Ce répertoire étendu attire l'attention du folkloriste Alexandre Grigoriev (ru), qui procède à l'enregistrement des bylines de Maria Krivopolenova de 1900 à 1901 dans le village de Chotogorka, où elle réside après son mariage,. Ces enregistrements sont mis par écrit et publiés en 1904, accompagnés de transcriptions des chants sous forme de partitions par le musicologue Ivan Tezavrovski (ru). Une décennie et demie plus tard, en 1915, Maria Krivopolenova, alors âgée de 72 ans, est redécouverte dans un village de la région par Olga Ozarovskaïa, actrice de théâtre de variétés et folkloriste amateur. Celle-ci, décelant un potentiel théâtral chez la vieille femme, l'invite à se produire à Moscou sous sa direction : elle y rencontre les folkloristes Boris et Iouri Sokolov, ainsi qu'un autre interprète de bylines, le futur auteur Boris Cherguine (en), qui se produit à ses côtés.
Par ses performances, elle suscite l'admiration de figures de la vie culturelle moscovite, telles que l'artiste-peintre Iekaterina Goldinger (ru), la marionnettiste Nina Simonovitch-Iefimova (en), le sculpteur Sergueï Konionkov ou encore l'écrivain Boris Pasternak. Après s'être également produite à Tver et Arkhangelsk, Maria Krivopolenova rentre chez elle fin 1915, mais prend part dès l'année suivante à une nouvelle tournée avec Olga Ozarovskaïa : elle donne des représentations à Saratov, Kharkov, Rostov-sur-le-Don, Taganrog, Novotcherkassk, Iekaterinodar, Moscou et Vologda, ainsi qu'à Petrograd (actuelle Saint-Pétersbourg), où elle reçoit une médaille d'argent et un diplôme d'honneur « pour travaux scientifiques utiles » de la Société russe de géographie. À cette occasion, huit de ses bylines sont enregistrées sur des cylindres phonographiques, conservés dans les archives de l'Institut de littérature russe ; son interprétation de la byline Vavilo i Skomorokhi (« Vavilo et les skomorokhs »), en particulier, acquiert une certaine renommée.
D'autres enregistrements sont effectués en parallèle par Olga Ozarovskaïa, qui publie au cours de l'année les Babouchkiny Stariny (les « Antiquités de la Grand-Mère »). Elle y présente la conteuse comme la dépositaire de « perles verbales antiques » que le monde moderne n'affecte pas, reprenant une métaphore de Boris Sokolov. Elle véhicule ainsi un point de vue partagé par les commentateurs de l'époque, qui voit en Maria Krivopolenova l'héritière de la culture des temps anciens, qu'elle transmettrait sans altération à travers ses performances.

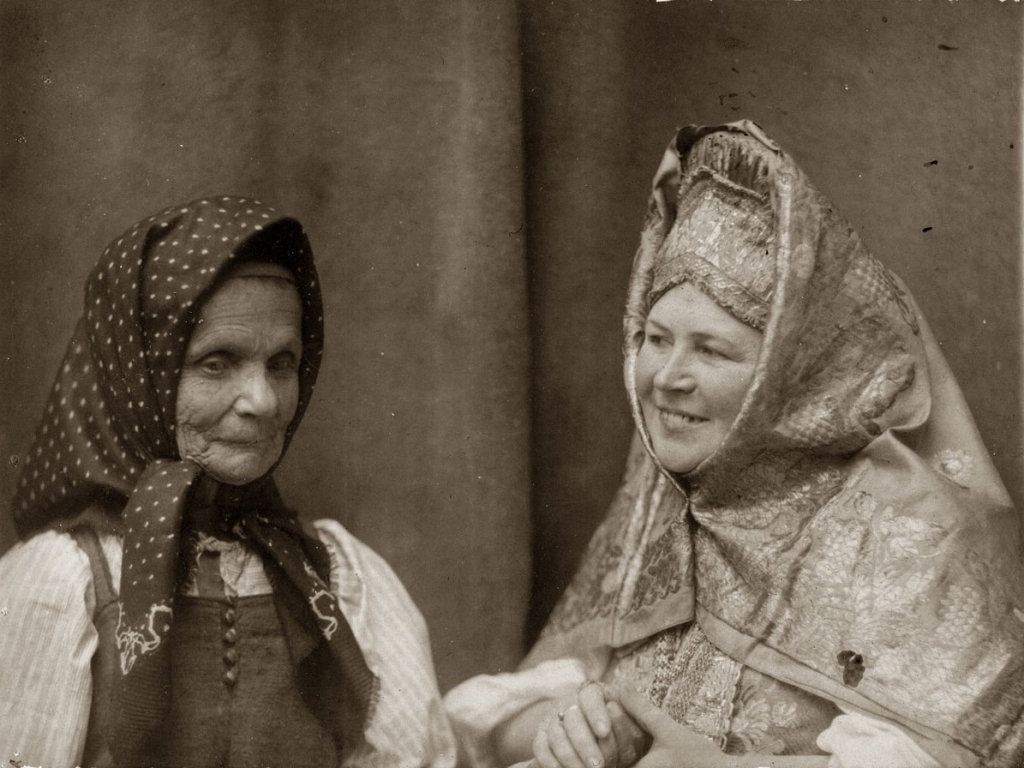
Maria Krivopolenova et Olga Ozarovskaïa lors de leur tournée.
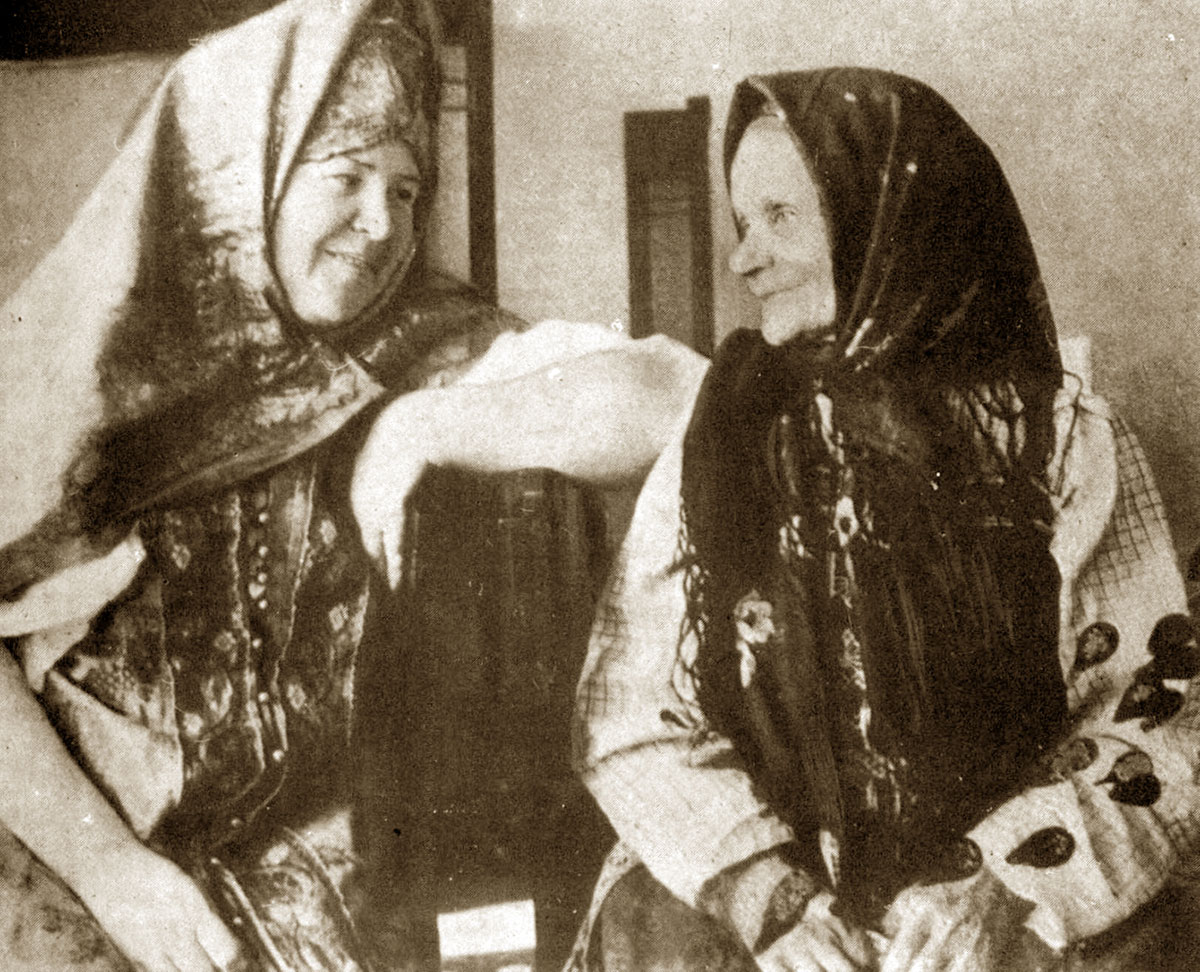
Olga Ozarovskaïa et Maria Krivopolenova lors de leur tournée.
- Les Babouchkiny Stariny d'Olga Ozarovskaïa.

### Période soviétique
Quelques années plus tard, en janvier 1921, le Conseil des commissaires du peuple de la jeune république socialiste fédérative soviétique de Russie, eu égard à la réputation désormais solidement établie de Maria Krivopolenova, lui attribue une pension et décide de l'inviter à se produire aux cérémonies d'ouverture du troisième congrès de l'Internationale communiste, prévu à Moscou l'été suivant. Le commissaire du peuple à l'Éducation, Anatoli Lounatcharski, charge Anna Ippolitova, élève d'Olga Ozarovskaïa, et Pavel Sakouline, professeur de littérature, de porter personnellement cette invitation à la conteuse dans son village du Nord. Anna Ippolitova est toutefois ralentie dans sa tâche par la bureaucratie soviétique, qui interprète le laissez-passer que lui a délivré Lounatcharski — lequel mentionne la « grand-mère conteuse Krivopolenova » — comme la description d'un simple lien familial entre les deux femmes, et ne classe donc pas leur interlocutrice parmi les voyageurs prioritaires. Apprenant cela, Lounatcharski affirme sans ambiguïté le caractère officiel de la mission et formule une remarque qui passera à la postérité :

« Qu'on leur fasse savoir qu'il ne s'agit pas d'une grand-mère ordinaire, mais d'une grand-mère d'État… Krivopolenova nous appartient autant que nos auteurs classiques, que nos œuvres d'art. C'est un monument vivant de la culture populaire. »

L'envoyée du commissaire parvient finalement au domicile de Maria Krivopolenova, qui accepte l'invitation avec enthousiasme. À son arrivée à Moscou le 21 juin, elle est accueillie avec une ferveur plus grande encore que lors de ses tournées de 1915-1916 : elle reçoit des bottes et vêtements neufs, se produit au cours de plusieurs représentations — qu'elle étoffe d'une série de chants et récits inédits —, fait l'objet de nouveaux enregistrements phonographiques et rencontre même Lounatcharski en personne, qui lui rend visite chez Olga Ozarovskaïa — avec du retard, ce qui agace la conteuse — avant de partager avec elle un repas dans ses appartements au Kremlin — au cours duquel il accède à sa demande de recouvrir temporairement un portrait de la danseuse Isadora Duncan, qu'elle juge offensant.
Dans les années suivantes, les contacts se multiplient entre les folkloristes russes et les conteurs traditionnels de la région d'origine de Maria Krivopolenova, dont plusieurs sont enregistrés, invités à Moscou et pourvus de pensions. C'est dans ce contexte qu'intervient sa mort, le 2 février 1924, dans le village de Veïegora (ru) ; elle est enterrée dans la localité voisine de Tchakola (en).

## Postérité
Maria Krivopolenova est considérée comme l'une des plus grandes interprètes de bylines du Nord russe. Parmi ses interprétations les plus connues figurent Vavilo i Skomorokhi (« Vavilo et les skomorokhs »), dont elle a livré la seule version orale connue,.
Une sculpture de Sergueï Konionkov, La Vieille Sage, reprend les traits de Maria Krivopolenova.